# Borgward IV
Il Borgward IV, abbreviazione di schwerer Ladungsträger Borgward B IV , designato con il numero d'identificazione Sd.Kfz. 301, era un veicolo da demolizione telecomandato, concepito dalla Germania nazista durante la seconda guerra mondiale per lo sminamento e la demolizione di obiettivi fissi.

## Storia
Durante la seconda guerra mondiale la Wehrmacht impiegò tre mezzi da demolizione a comando remoto: il leggero Goliath (Sd.Kfz. 302/303a/303b), il medio Springer (Sd.Kfz. 304) ed il pesante Borgward IV (Sd.Kfz. 301). Il Borgward IV era il più grande di questa categoria di veicoli e l'unico capace di rilasciare la carica esplosiva prima della detonazione, mentre i due modelli più piccoli andavano distrutti quando la loro carica esplodeva.
La Borgward aveva sviluppato nel 1940 il veicolo portamunizioni Sonderschlepper VK 302 Borgward III, ma non venne ritenuto idoneo per tale ruolo. Il veicolo fu quindi testato come mezzo di sminamento a comando remoto, ma si dimostrò troppo vulnerabile alle mine e troppo costoso per essere sacrificato. Durante la campagna di Francia, i genieri della 1. Panzer-Division convertirono dieci Panzer I Ausf. B in mezzi da demolizione e sminamento, impiegandoli per piazzare cariche da demolizione temporizzate su bunker e campi minati senza perdere il veicolo. Il Heereswaffenamt si interessò al progetto ed ordinò lo sviluppo del B III come veicolo da demolizione telecomandato. Il primo esemplare del nuovo veicolo B IV fu consegnato nel 1942.
Il B IV era più pesante del Goliath e trasportava un carico pagante nettamente superiore. Inoltre, mentre quest'ultimo era filoguidato, il B IV era telecomandato via radio e disponeva quindi di maggiore raggio d'azione; il conduttore pilotava il veicolo manualmente prima di smontare e condurlo sul bersaglio via radio. Raggiunto l'obiettivo, il Borgward IV rilasciava la carica e si allontanava dall'area di pericolo. Tuttavia il mezzo risultava facilmente individuabile a causa delle sue dimensioni e, sui campi di battaglia del 1942-1943, la corazzatura era ormai inadeguata per proteggere il pilota in fase di avvicinamento.

## Descrizione
Il Borgward IV era costituito da uno scafo cingolato lungo 3,65 m, largo 1,8 m per un'altezza di 1,20 m, e montava posteriormente lo stesso motore del VK 302, che gli consentiva una velocità su strada di 38 km/h. Il treno di rotolamento era costituito da 5 ruote, più ruota motrice anteriore e ruota di rinvio posteriore. L'equipaggio era costituito dal solo pilota, che guidava manualmente il mezzo durante le fasi di trasferimento ed avvicinamento in una cabina corazzata, le cui piastre inclinate proteggevano anche gli apparati radio di telecomando. La carica di demolizione, costituita da 450–500 kg di esplosivo, era contenuta in un cassone bloccato sulla piastra frontale inclinata del mezzo; raggiunto l'obiettivo, il cassone veniva staccato e scivolava a terra mentre il veicolo indietreggiava.

## Varianti
Furono prodotti tre modelli (Ausführung) di B IV, denominati Ausf. A, Ausf. B e Ausf. C, i quali differivano per peso, corazzature ed equipaggiamento radio.
Il Borgward IV Ausf. A, il primo modello di serie, era equipaggiato con un motore quadricilindrico a benzina, raffreddato ad acqua, erogante 49 hp. Fu la versione prodotta in maggior numero, con approssimativamente 616 esemplari realizzati tra maggio 1942 e giugno 1943.
Nel giugno 1943 entrò in produzione il Borgward IV Ausf. B, pesante 400 kg più del predecessore, munito di un equipaggiamento radio migliorato ed antenna in diversa posizione. Da giugno a novembre 1943 furono prodotti 260 esemplari di questo modello.
L'ultimo modello ad entrare in produzione, il Ausf. C, incorporava modifiche più consistenti. La lunghezza del telaio fu portata a 4,1 m ed il peso aumentò di conseguenza. La corazzatura era più spessa dei modelli precedenti ed il mezzo montava nuovi cingoli ed un nuovo motore esacilindrico da 79 hp. La postazione del pilota fu spostata sulla sinistra. Venne prodotto da dicembre 1943 a settembre 1944, quando la produzione si fermò definitivamente a 305 esemplari.
Verso la fine della guerra, circa 56 tra Ausf. B e C furono convertiti in cacciacarri Panzerjäger Wanze, armati con sei razzi anticarro R.Pz.B. 54/1. Negli ultimi giorni di guerra, questi veicoli furono impiegati contro le forze corazzate sovietiche, fino alla battaglia di Berlino.
A titolo sperimentale, un Ausf. B fu ricostruito come veicolo anfibio, mentre nel 1943 un B IV fu equipaggiato con una telecamera per l'osservazione.
La produzione dei Borgward IV fu relativamente limitata, fermandosi a 1.181 esemplari, a fronte dei 7.564 più piccoli Goliath. In definitiva, come gli altri veicoli a comando remoto tedeschi, il Borgward IV non fu considerato un successo: nonostante potesse essere utilizzato più volte, era inaffidabile e costoso.

## Esemplari esistenti
I mezzi sopravvissuti agli eventi bellici sono esposti nel Heeresgeschichtliches Museum di Vienna, nel Museo dei mezzi corazzati di Kubinka, presso la Military Vehicle Technology Foundation di Portola Valley e nel Deutsches Panzermuseum di Munster.
Il 31 marzo 2010, durante lavori di scavo e demolizione presso la Wien Südbahnhof tornò alla luce un Borgward IV in discrete condizioni, testimonianza dell'offensiva di Vienna, che è stato recuperato e restaurato dal Heeresgeschichtliches Museum. Un secondo esemplare è stato recuperato nel febbraio 2014 durante i lavori presso la stazione di Euskirchen.